# Епархия Руски-Крстура

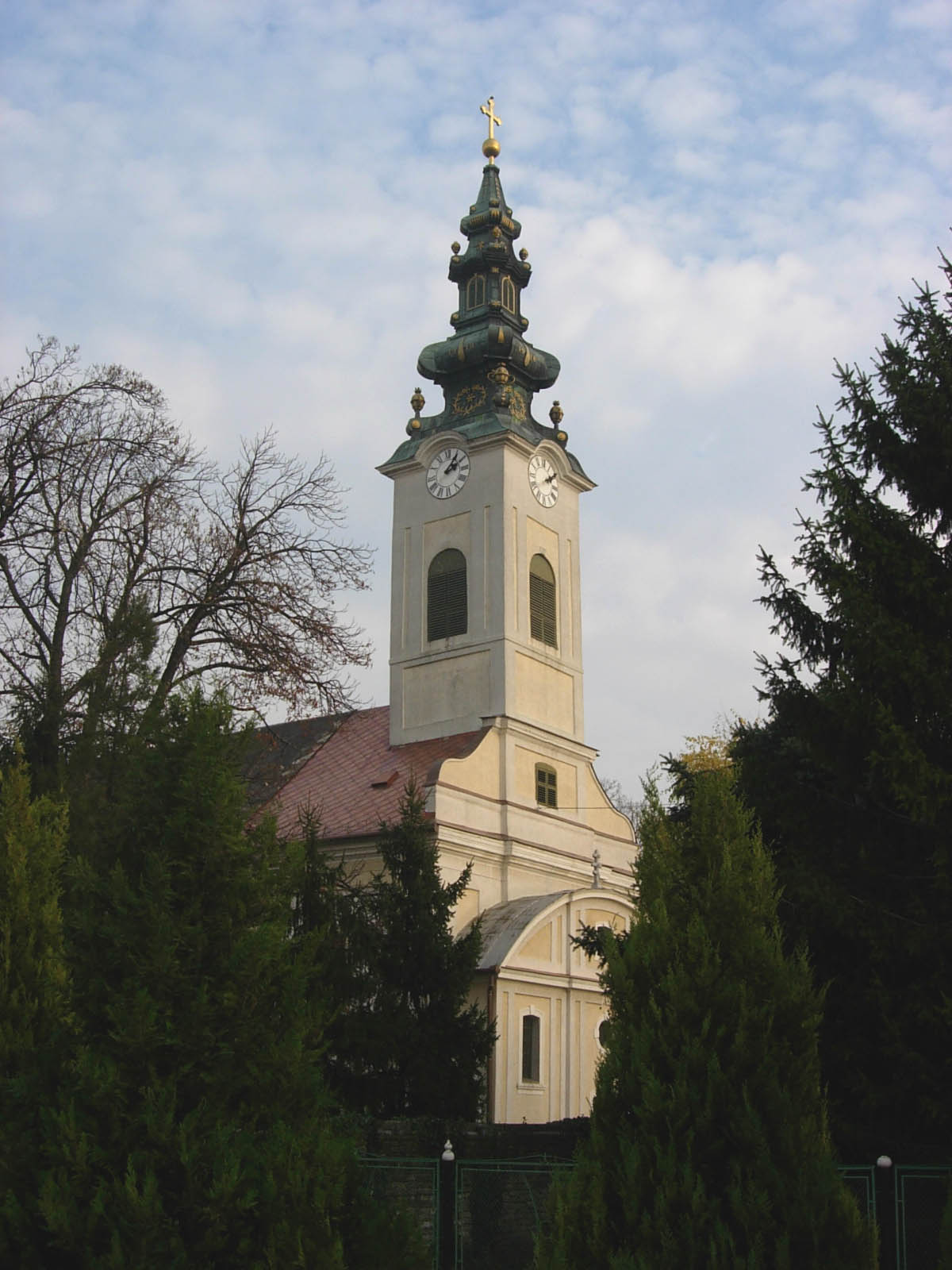
Кафедральный собор св. Николая

Епархия Руски-Крстура — католическая епархия, созданная в 2003 году для греко-католиков Сербии и Черногории как «апостольский экзархат Сербии и Черногории» и получившая в 2018 году статус полноценной епархии.
До распада Югославии все греко-католики этой страны относились к Крижевецкой епархии, которая составляла Хорватскую греко-католическую церковь. После появления новых независимых государств на месте бывшей Югославии была произведена реорганизация церковной структуры. В 2001 году воссоздана отдельная поместная Македонская греко-католическая церковь, а 28 августа 2003 года папа Иоанн Павел II объявил о выделении из Крижевецкой епархии Апостольского экзархата Сербии и Черногории. В 2013 году он был переименован в апостольский экзархат Сербии.
6 декабря 2018 года папа Франциск повысил экзархат в статусе до полноценной епархии, которая получила полное название «Епархия Святого Николая в Руски-Крстуре». Возглавлявший экзархат до этого Юрий Джуджар продолжил своё служение уже как глава новой епархии. Епархия Руски-Кстура не входит ни в одну митрополию и является епархией, непосредственно подчинённой Святому Престолу.
Центр епархии расположен в посёлке Руски-Крстур в Воеводине, который является культурным центром русинов в Воеводине. Кафедральный собор — собор Святого Николая в Руском Крстуре. Большую часть прихожан епархии составляют этнические русины и украинцы, проживающие в Воеводине. Епархия тесно сотрудничает с украинским посольством в Республике Сербии. С момента создания экзархат, а затем и епархию возглавляет епископ Юрий (Джуджар). Согласно статистике Католической церкви число прихожан около 21,8 тысяч человек. Епархия насчитывает 21 священника и 21 приход (данные 2017 года)